# Équipe d'Ukraine de football
Cet article traite de l'équipe masculine. Pour l'équipe féminine, voir Équipe d'Ukraine féminine de football.
 (juillet 2018).
Si vous disposez d'ouvrages ou d'articles de référence ou si vous connaissez des sites web de qualité traitant du thème abordé ici, merci de compléter l'article en donnant les références utiles à sa vérifiabilité et en les liant à la section « Notes et références ».
Maillots
L'équipe d'Ukraine de football (en ukrainien : Збірна України з футболу, Zbirna Oukraïny z foutbolou) est la sélection de joueurs ukrainien représentant le pays lors des compétitions internationales de football masculin, sous l'égide de l'Association ukrainienne de football.
L'équipe fait ses débuts en avril 1992, en conséquence de la prise d'indépendance de l'Ukraine et de la disparition de l'Union soviétique. Auparavant, sous l'ère soviétique, l'Ukraine fournit de nombreux joueurs à l'équipe d'Union soviétique, qui remporte notamment le Championnat d'Europe en 1960 et en atteint la finale en 1988. Lors de cette dernière campagne, la sélection compte parmi ses joueurs majeurs Belanov et Zavarov, deux Ukrainiens.
Depuis, la sélection a obtenu peu de résultats notables excepté un quart de finale de Coupe du monde en 2006. Malgré les nombreux buts d'Andriy Chevtchenko, un des meilleurs attaquants du monde des années 2000, elle s'incline à cinq reprises lors des barrages de qualification pour les tournois internationaux. Avant sa qualification pour l'Euro 2016, la sélection ukrainienne n'a participé qu'à une seule phase finale d'un championnat d'Europe, en 2012, grâce à son statut de co-organisateur. Sa meilleure performance dans cette compétition continentale est une place de quart de finaliste lors de l'Euro 2021.

## Histoire

### 1992-1994: la genèse de l’Ukraine

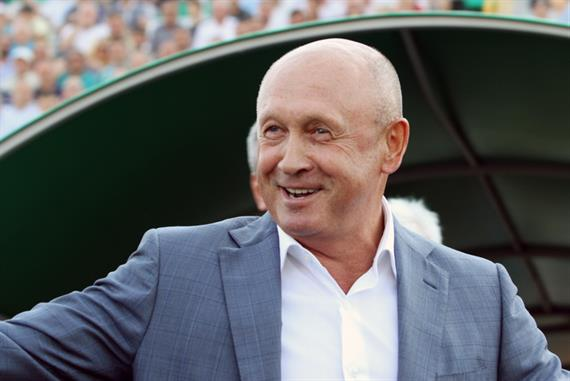
Mykola Pavlov a été deux fois entraîneur de l'Ukraine en 1992 et en 1994, ses deux mandats ayant été coupé par celui d'Oleg Basilevitch. Sous sa tutelle, l'Ukraine n'a remportée aucun match.

État indépendant depuis la disparition de l'Union soviétique, l'Ukraine voit son équipe nationale disputer son premier match le 29 avril 1992 contre la Hongrie, qui se solda par une défaite ukrainienne sur le score de 3 buts à 1. L'Ukraine a toujours produit de grands joueurs de football : Anatoli Bychovets, Leonid Buryak, Oleg Blokhine, Igor Belanov, Anatoli Demyanenko ou Oleksandr Zavarov. Mais ils portaient alors les couleurs de l'URSS. L'Association ukrainienne de football (Федерація футболу України) est fondée en 1991. Elle est affiliée à la FIFA depuis 1992 et est membre de l'UEFA depuis 1992. À ses débuts, l'Ukraine déçoit beaucoup ses supporters enchaînant les désillusions, notamment en barrages.

### 1994-2004: premier passage à vide

#### 1994-1996: les débuts
Non participante à la Coupe du monde 1994 contrairement à son voisin russe, l'Ukraine joue les qualifications de l'Euro 1996 ce qui fut sa première compétition. Elle est tirée dans un groupe constitué de nombreux nouveaux arrivants comme elle-même avec la Lituanie et l'Estonie, indépendantes de l'Union soviétique, mais aussi la Croatie et la Slovénie, indépendantes de la Yougoslavie. L'Italie, finaliste de la dernière Coupe du monde, complète un groupe relevé pour l'Ukraine.
Débutante, son premier match de compétition est contre la Lituanie à domicile. L'Ukraine est battue et commence mal son parcours (2-0). Après un morne nul sans but contre la Slovénie (0-0), la Sbirna obtient sa première victoire contre la lanterne rouge estonienne (3-0) toujours à domicile. Le 25 mars 1995, pour son premier match à l'extérieur, l’Ukraine enregistre une large défaite contre la Croatie, auteur d'un sans faute après quatre victoires (4-0). Elle perd de nouveau à domicile contre l'Italie (2-0). Bien trop devancée par la Croatie et l'Italie, l'Ukraine abandonne l'idée d'une qualification.
Dès lors, l'Ukraine enchaîne néanmoins une série triomphale. De nouveau victorieuse de l'Estonie (1-0) cette fois à l'extérieur, pour son dernier match à domicile, la Sbirna réalise sa première sensation. Elle prend sa revanche sur la Croatie en lui infligeant sa première défaite des qualifications ce qui constitue la première victoire de prestige ukrainienne (1-0). Pour son prochain match, les Jaunes-et-Bleus réussissent une nouvelle revanche, cette fois contre la Lituanie à l'extérieur (3-1).
Retour à la normale ensuite, l'Ukraine perd ses deux derniers matchs en Slovénie (3-2) et en Italie (3-1). Dans le cadre des éliminatoires de l’Euro 1996, dans le groupe 4, elle gagne 4 matchs, fait un match nul et concède 5 défaites. Elle termine quatrième de son groupe derrière la Croatie, l'Italie et la Lituanie. Elle ne joue pas l'Euro, mais se targue toutefois d'avoir été la seule équipe à parvenir à battre la Croatie.

#### 1996-2002: l'Ukraine bute sur les barrages

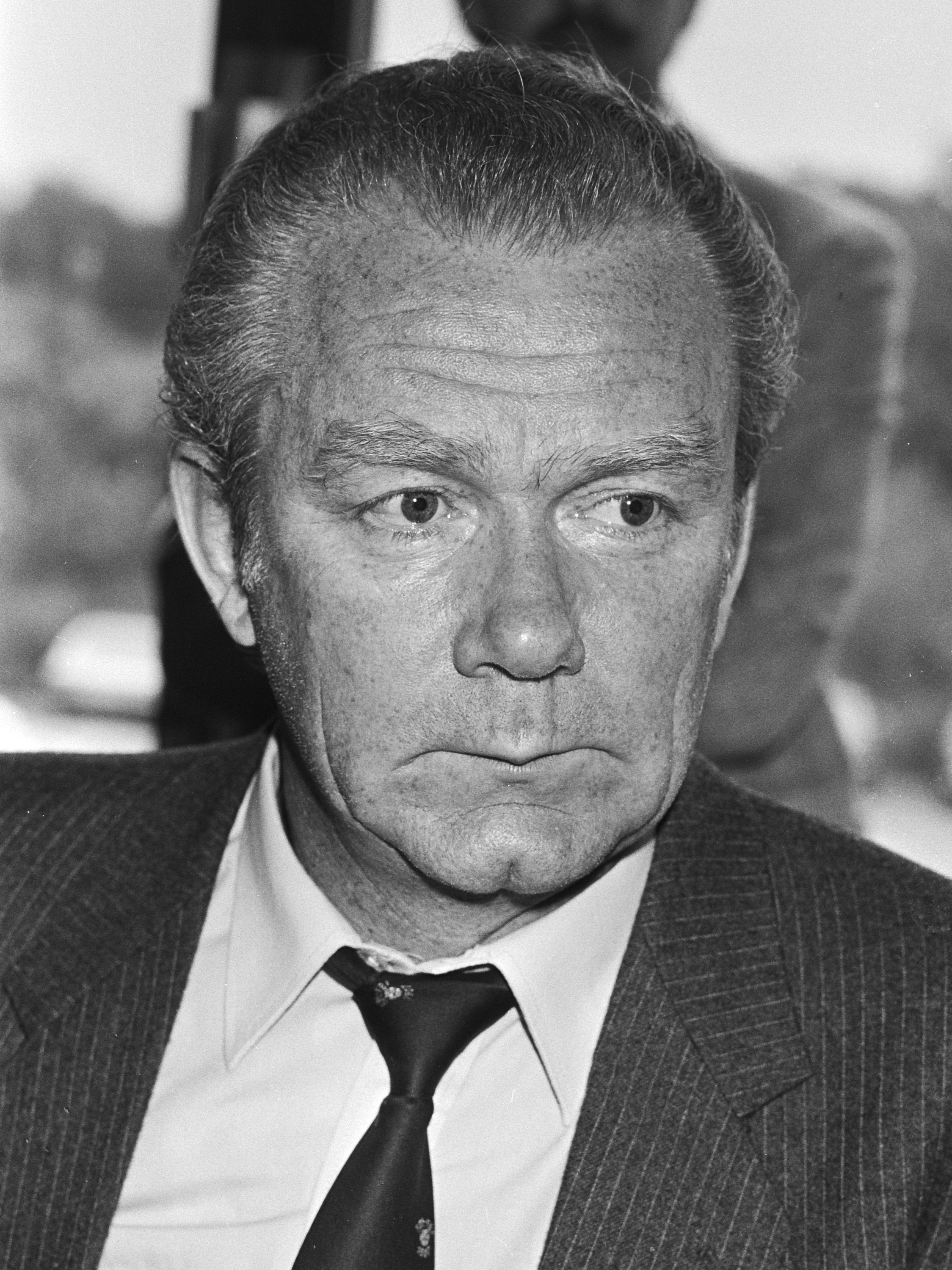
Valeri Lobanovski, était l'entraîneur-chef de l'équipe nationale entre 2001 et 2002

Lors des qualifications pour les compétitions internationales des coupes du monde 1998 et 2002 et de l’Euro 2000, l’équipe d'Ukraine a terminé toujours deuxième de son groupe de qualification, et connaît la désillusion durant les barrages.
Pour le Mondial en France, le pays est versé dans le quatrième pot et obtient un tirage compliqué, tombant dans un groupe très relevé avec l'Allemagne, championne d'Europe, le Portugal, quart-de-finaliste, l'Irlande du Nord, l'Arménie et l'Albanie où elle n'est pas favorite. Et pourtant, l'Ukraine débute très fort prenant immédiatement la tête du groupe en battant l'Irlande du Nord à Belfast (1-0) puis le Portugal à domicile (2-1) profitant d'un faux pas de l'Allemagne contre l'Irlande du Nord. Malgré une défaite au Portugal, la sélection reprend la tête de groupe grâce à un nul entre Portugais et Allemands et une victoire en Albanie sur le score de sa défaite en péninsule ibérique (1-0). Une nouvelle victoire contre l'Irlande du Nord parachève le succès de la première partie des qualifications (2-1). Avec trois points d'avance et un match de moins que son premier poursuivant allemand, une autoroute se dresse pour les Ukrainiens.
Mais dès lors, les choses se compliquent. L'Ukraine perd en Allemagne, perdant la tête du groupe devancée de trois points mais aussi un match de moins (2-0). Celui-ci arrive lors de l'accueil de l'Arménie, mais les Jaunes-et-Bleus concède un nul ce qui les place à deux longueurs de l'Allemagne (1-1). L'Ukraine peut reprendre la tête au moment de l'accueil de la Mannschaft sur ses terres, mais cela n'est pas le cas et l'Ukraine n'obtient qu'un seul point (0-0). La Sbirna se retrouve même troisième derrière le Portugal profitant de la lutte Ukraine-Allemagne pour émerger de son côté. Le nouveau nul entre Allemands et Portugais redonne un second souffle aux Ukrainiens qui devancent les Portugais d'un point. Une fin de parcours parfait contre l'Albanie (1-0) et l'Arménie (2-0) lui permet d'arracher les barrages derrière l'Allemagne et devant le Portugal.
Le tirage au sort des barrages ne lui offre une nouvelle fois aucun cadeau, l'Ukraine tombant sur la sélection croate. La Croatie remporte la double confrontation et se qualifie pour la Coupe du monde où elle terminera troisième (2-0 ; 1-1).

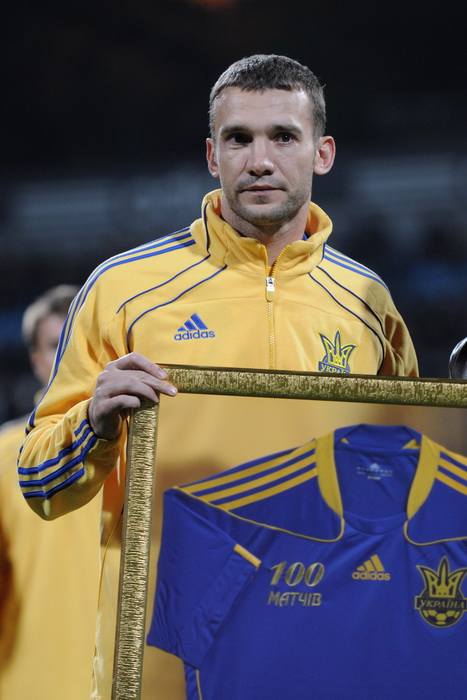
Le buteur ukrainien et futur ballon d'or Andriy Chevtchenko lors du match décisif et resté légendaire à ce jour contre la Russie.

De même pour l'Euro 2000, l'Ukraine est malchanceuse au tirage, étant tirée dans le groupe de son voisin russe et surtout du vainqueur de la compétition précédente, la France, ne cessant de disputer les qualifications contre des finalistes de grandes compétitions.
Une nouvelle fois en position d'outsider du groupe, l'Ukraine démarre fort battant d'entrée à domicile une Russie réduite à 10 grâce à trois buts de Serhiy Popov, Skachenko et Rebrov (3-2). Deux autres victoires contre Andorre et l'Arménie qu'elle retrouve une nouvelle fois augmentent le nombre de victoires consécutives au nombre de trois (2-0 ; 2-0). À ce moment, l'Ukraine est en tête de groupe devant la France, tenue en échec par l'Islande lors de la première journée. L'Islande avec 5 points dont un contre la France semble aussi en mesure d'embêter les Ukrainiens. La Russie qui procède à un changement de sélectionneur, semble déjà hors course, battue par l'Ukraine, la France et l'Islande et donc détentrice de 0 point.
La Sbirna abandonne par la suite ses premiers points. Le prochain match est un très délicat déplacement en France. L'Ukraine réussit son match en obtenant un bon nul contre des archi-favoris français prenant une option pour la première place (0-0). Le match suivant fut la première déception, les Jaunes-et-Bleus étant tenus en échec à domicile par l'Islande qui confirme sa concurrence pour une qualification (1-1). Heureusement, la France est aussi freinée le jour suivant, battue chez elle par la Russie qui redécolle après son changement d'entraîneur. De son côté, l'Ukraine étrille Andorre restant en tête de groupe (4-0).
La Sbirna abandonne encore deux points en Arménie. Pendant ce temps, la France et la Russie se rapprochent dangereusement. L'accueil de la France à domicile s'annonce très délicat, mais les Ukrainiens réalisent la même performance qu'au match aller conservant toujours la tête du groupe mais sur un mince marge (0-0). La lutte est acharnée entre l'Ukraine, la France, la Russie et l'Islande et à deux journées de la fin, rien n'est décidé. Pour garder la tête de groupe, l'Ukraine doit triompher en Islande ce qu'elle réussit (1-0). La Russie battant Andorre et la France battant l'Arménie, rien n'est décidé à ceci près que l'Islande ne peut plus se qualifier directement. Le dernier match est un déplacement en Russie pendant que la France accueille l'Islande. Le suspense et la pression sont intenses. Les Français battent et éliminent les Islandais, s'assurant l'une des deux premières places. Pour se qualifier, l'Ukraine doit impérativement éliminer son voisin russe. En cas de victoire en Russie, l'Ukraine se qualifie directement. En cas de nul, elle ne se qualifie que pour les barrages qualifiant du même coup la France et éliminant la Russie. En cas de défaite, elle est éliminée au profit de la Russie, première, et de la France, deuxième.
Le match entre les deux sélections slaves est d'une intensité exceptionnelle et d'une bonne qualité de jeu, mais les Jaunes-et-Bleus sont refroidis dans la seconde mi-temps. La Sbornaïa, qui reste sur six victoires consécutives, ouvre le score. La Sbirna est virtuellement éliminée. Mais en toute fin de match à la 90e minute, l'Ukraine égalise grâce à une énorme erreur du gardien russe Aleksandr Filimonov. Celui-ci s'élance pour rattraper un centre-tir d'Andriy Chevtchenko mais, alors que le ballon semblait largement rattrapable, le gardien est surpris et repousse accidentellement sa cible dans son propre but. Les deux équipes jettent tout ce qu'elle peuvent dans une fin de match folle, la Russie poussant pour arracher une qualification désespérée, l'Ukraine pour se qualifier directement, mais le score ne bouge pas (1-1). En égalisant, l'Ukraine élimine des Russes sous le choc qui se déchaînent contre leur gardien jugé coupable de l'égalisation et qualifie directement la France au plus grand bonheur des Français qui auront douté jusqu'au bout. Mais en barrages, alors que le tirage semblait souriant à l’Ukraine tête de série qui faisait figure de favorite, les Jaunes-et-Bleus sont éliminés par la Slovénie de la génération Zahovič, ne confirmant pas leur bon parcours en phase de groupe. Au match aller, malgré l'ouverture du score de Chevtchenko, l'Ukraine perd et au retour, malgré le but de Rebrov, l'égalisation slovène élimine la Sbirna (1-2 ; 1-1).
Pour disputer la Coupe du monde 2002, les Jovto-Blakytni rencontrent les voisins polonais et biélorusse, l'Arménie que l'Ukraine rencontre pour la troisième fois consécutive dans son groupe, ainsi que la Norvège et le Pays de Galles. Après deux campagnes intéressantes mais sans qualification, les Jaunes-et-Bleus sont en position de favoris du groupe avec la Pologne et la Norvège. L'Ukraine commence mal la compétition battue aisément à domicile par la Pologne (3-1). Elle se reprend en Arménie (3-2) et surtout en Norvège (1-0). Derrière la Pologne avec le même nombre de points que la Biélorussie, l'accueil de cette-dernière se conclut sur un nul (0-0). La situation devient urgente pour les Jovto-Blakytni la journée suivante, la sélection perdant des points au Pays de Galles (1-1) ainsi que la seconde place au profit de la Biélorussie, elle-même déjà distancée par la Pologne, qui s'en empare. Les Polonais sont presque hors-de-portée après leur victoire contre les Gallois combinée au nul concédé des Ukrainiens contre les Norvégiens (0-0). Heureusement, la lutte Ukraine-Biélorussie continue grâce au nul de cette dernière contre l'Arménie. La journée suivante, Ukrainiens, Polonais et Biélorusses font tous nuls, contre les Gallois pour les Jaunes-et-Bleus (1-1). La Pologne se qualifie officiellement pour la Coupe du monde en battant la Norvège. Celle-ci étant déjà trop loin derrière au classement, la lutte est désormais entre l'Ukraine et la Biélorussie pour la seconde place synonyme de barrages. La Sbirna se déplace en Biélorussie pour un match clé. Grâce à deux buts de Chevtchenko, l'Ukraine remporte une victoire cruciale reprenant la seconde place (2-0). Alors qu'il reste deux journées l'Ukraine se rapproche du but en battant l'Arménie (3-0) sans s'éloigner de la Biélorussie qui réalise une performance hors norme en écrasant la Pologne déjà qualifiée. Rien n'est dit avant la dernière journée. L'Ukraine effectue un périlleux voyage en Pologne tandis que la Biélorussie voyage en zone galloise moins dangereuse. Lors de la mi-temps, les Jovto-Blakytni sont menés 1-0 tandis que les Biélorusses tiennent un 0-0, signifiant que les deux sélections sont à égalité de point. Cependant, le Pays de Galles ouvre le score contre la Russie blanche juste après la pause et l'Ukraine égalise à dix minutes de la fin (1-1), s'assurant la seconde place et les barrages devant la Biélorussie (qui a effectué le meilleur parcours de son histoire).
Mais l’Ukraine échoue encore aux barrages de la Coupe du monde 2002, après avoir terminé second de son groupe. Le tirage des barrages offre comme cadeau aux Ukrainiens la redoutable Allemagne. L'Ukraine est battue subissant sa troisième désillusion de barragiste consécutive (1-1 ; 1-4).  Après la Croatie en 1998, la Sbirna est éliminée une nouvelle fois en barrage par une future révélation du Mondial (l'Allemagne sera finaliste de cette édition).

#### 2002-2004: l'Ukraine aux éliminatoires de l'Euro 2004

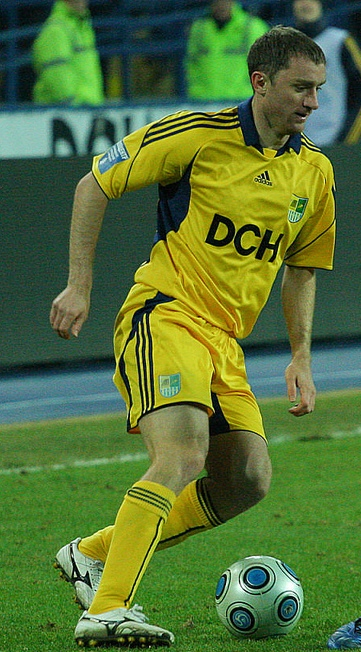
Andriy Vorobey, l'un des principaux joueurs ukrainiens lors de la campagne. Il disputera plus tard la Coupe du monde de 2006.

Versée dans le groupe 6 pour l'Euro 2004, l'Ukraine doit faire face à des adversaires relativement difficiles : la Grèce (future vainqueur du tournoi), l'Espagne, l'Irlande du Nord et l'Arménie, adversaire de l'Ukraine en qualification pour la quatrième fois consécutive.
La campagne commence mal, les Jaunes-et-Bleus concédant un nul en Arménie (2-2). Le second match est bien meilleur. Grâce à deux buts d'Andriy Vorobey et d'Andriy Voronin, la Sbirna remporte une précieuse victoire contre la Grèce se classant à la deuxième place du groupe avec quatre points à deux longueur de l'Espagne (2-0). Les Jovto-Blakytni peuvent prendre la tête la journée suivante lors du déplacement en Irlande du Nord, mais à Belfast, ils concèdent un nul après un match très pauvre en occasion restant à la seconde place du groupe (0-0).  Pour le prochain match, l'Ukraine accueille l'Espagne sur ses terres et doit impérativement battre la Roja pour prendre les devants. Malgré l'ouverture du score par Voronin, l'Espagne égalise en seconde mi-temps et prend l'avantage à la 87e minute avant l'égalisation ukrainienne d'Aleksandr Gorshkov à la dernière seconde (2-2). L'Ukraine reste seconde et ne joue pas la journée suivante qui voit au classement l'Espagne s'envoler en battant l'Arménie et la Grèce se rapprocher dangereusement en battant l'Irlande du Nord. La Zbirna remporte un match important contre l'Arménie (4-3), mais dans le même temps la Grèce vient à bout de l'Espagne ! Les Jovto-Blakytni sont à une seule longueur des Ibériques, mais aussi talonnés par les Hellènes avec le même nombre de points. Les Ukrainiens ne devancent les Grecs qu'avec une meilleure différence de but particulière provisoire, le match retour en Grèce étant à jouer.
Le tournant de la campagne arrive la journée suivante. L'Ukraine se déplace en Grèce et est battue (1-0). Elle devient ainsi troisième du groupe à deux points de l'Espagne et à trois du nouveau leader grec. La Zbirna ne se remettra jamais de cette défaite pour le reste des qualifications et un nul contre l'Irlande du Nord puis une défaite contre l'Espagne, malgré le but d'Andriy Chevtchenko qui recevra le Ballon d'or un an plus tard (0-0 ; 2-1), scelle le sort des Jaunes-et-Bleus. L'entraîneur Leonid Buryak démissionne aussitôt.

### 2004-2006: l’apothéose de l'Ukraine

#### 2004-2005: première qualification

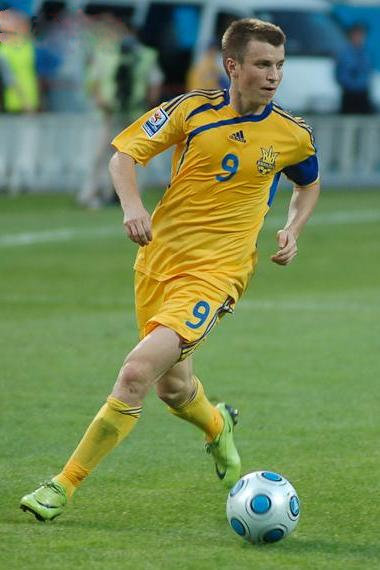
Le milieu de terrain Rouslan Rotan a joué un rôle important dans la qualification ukrainienne.

Le Ballon d'or 2004 est décerné à Andriy Chevtchenko juste après l'échec de 2004. L'Ukraine s'est qualifiée pour la première fois pour une phase finale de Coupe du monde de football, celle de 2006, en terminant premier de son groupe.
La Sbirna, 77e au classement FIFA, ne partait pourtant pas favorite d'un groupe d'Europe de l'Est très relevé comprenant la Turquie, troisième du monde en 2002 5e au classement FIFA, la Grèce, récemment sacrée championne d'Europe et 14e au classement FIFA, ainsi que la sélection danoise, 15e après une bonne campagne 2002-2004 et un bon Euro 2004.
Mais la Zbirna trompe toutes les côtes dès le début des éliminatoires. Après une sévère défaite en match amical contre l'Angleterre (3-0), pour son premier match à Copenhague au Danemark, la sélection obtient un nul surprise après l'égalisation d'Andriy Houssin (1-1). Elle bénéficie également des faux-pas de tous ses principaux concurrents, en l’occurrence du nul de la Turquie à domicile contre la Géorgie et de la défaite de la Grèce à Tirana en Albanie contre la sélection hôte. Les Grecs et les Turcs se neutralisent la journée suivante au Pirée ce qui permet à l'Ukraine de prendre la tête en se déplaçant à Almaty pour battre la lanterne rouge kazakhstanaise grâce à l'ouverture du score par Oleksiy Byelik et un but tardif de Rouslan Rotan (2-1). Cependant, les Jaunes-et-Bleus sont à égalité de points avec des Géorgiens qui sont venus à bout de l'Albanie. En octobre, l'Ukraine peut s'envoler lors de la réception de la Grèce et de la Géorgie. Andriy Chevtchenko ouvre le score, mais la Grèce égalise en fin de match (1-1). Ce nul profite à la Turquie qui atomise le Kazakhstan à domicile et prend la tête avec 5 points comme l'Ukraine mais au bénéfice d'une meilleure différence de but grâce à ce carton. Le Danemark et la Géorgie suivent avec un point moins mais aussi un match de moins. Quatre jours plus tard, l'Ukraine accueille la Géorgie alors que la Turquie voyage en Scandinavie pour lutter contre le Danemark.
À partir de ce moment, la Sbirna va entamer une durable série triomphale, se débarrassant peu à peu de tous ses concurrents pour se rapprocher de la première place synonyme de qualification directe. L'Ukraine bat la Géorgie grâce aux buts de Byelik et Chevtchenko la distançant de trois points supplémentaires donc quatre points au total (2-0). À Copenhague, la rencontre Danemark-Turquie se finit sur un nul ce qui signifie que l'Ukraine prend la tête à elle seule, à deux longueurs de la Turquie et de l'Albanie, à trois du Danemark, à quatre de la Géorgie et à six de la Grèce. Le 17 novembre 2004, la Sbirna se déplace à Istanbul pour un match très compliqué qui met la première place en jeu. Cependant, les Jovto-Blakytni créent la sensation, prenant de vitesse les Turcs et s’imposant sur eux avec la manière par un but d'Oleh Houssyev qui ouvre le score et un doublé d'Andriy Chevtchenko (3-0). Pour son dernier match de l'année 2004, l'Ukraine prend cinq longueurs d'avance sur la Turquie, rarement battue sur une marge aussi importante dans son antre. De plus, le Danemark et la Géorgie se quittent de leur côté sur un nul, rapprochant davantage l'Ukraine de sa première Coupe du monde.
L'année 2005 débute de la meilleure des manières. L'Ukraine se déplace en Albanie et bat sa sélection grâce à deux buts d'Andriy Rusol et d'Andriy Houssin (2-0). Les Jaunes-et-Bleus ne ratent pas non plus l'accueil sur leur territoire du Danemark. Un but d'Andriy Voronin leur permet de gagner les trois points. Une autoroute se dresse désormais pour l'Ukraine. En juin, les Jovto-Blakytni battent les Kazakhstanais à Kiev, puis surtout la Grèce au Pirée sur un but d'Houssin (2-0 ; 1-0). À trois journées de la fin, avec six points d'avance sur la Turquie, sept sur la Grèce et dix sur le Danemark, l'Ukraine est quasiment assurée de se qualifier directement. L'Ukraine obtient d'ailleurs une victoire très encourageante en match amical contre la Serbie durant l'été.
Dès lors, forts de leur bonne position, les descendants des Soviétiques obtiennent des résultats nettement moins bons sur la fin durant l'automne, mettant en jeu leur qualification. Les Jaunes-et-Bleus se déplacent en Géorgie. Malgré l'ouverture de Rouslan Rotan, la Géorgie égalise en toute fin de match ce qui retarde la qualification ukrainienne (1-1). La Sbirna s'expose au scénario catastrophe en ratant le coche lors la réception de la Turquie qui prend sa revanche du match d'Istanbul (1-0). Heureusement, Chevtchenko et Rotan qualifient l'Ukraine la dernière journée en obtenant un point contre l'Albanie à domicile (2-2). La Sbirna fait partie avec l'Angola, la Côte d'Ivoire, le Ghana, la République tchèque, le Togo et la Trinité-et-Tobago des équipes qualifiées pour la première fois à la Coupe du monde. Elle obtient par la même occasion sa première qualification pour une compétition internationale.

#### Coupe du monde 2006: l'expérience de haut niveau

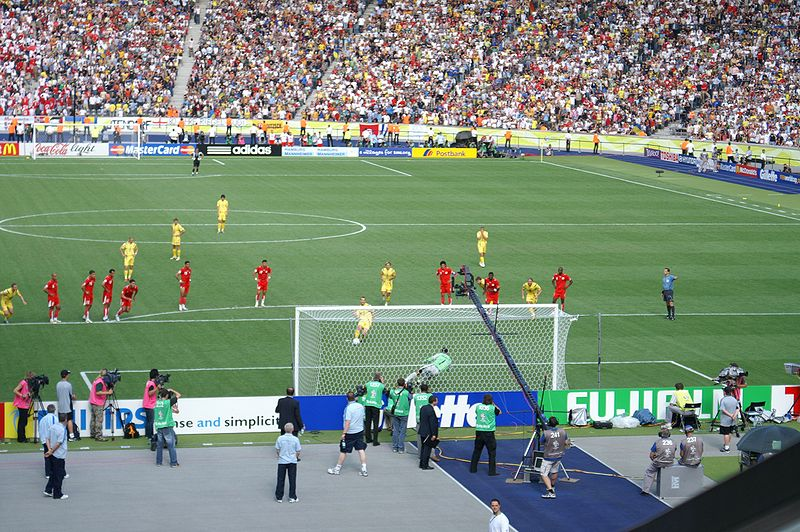
Andriy Chevtchenko inscrit le but de la victoire contre la Tunisie sur pénalty.

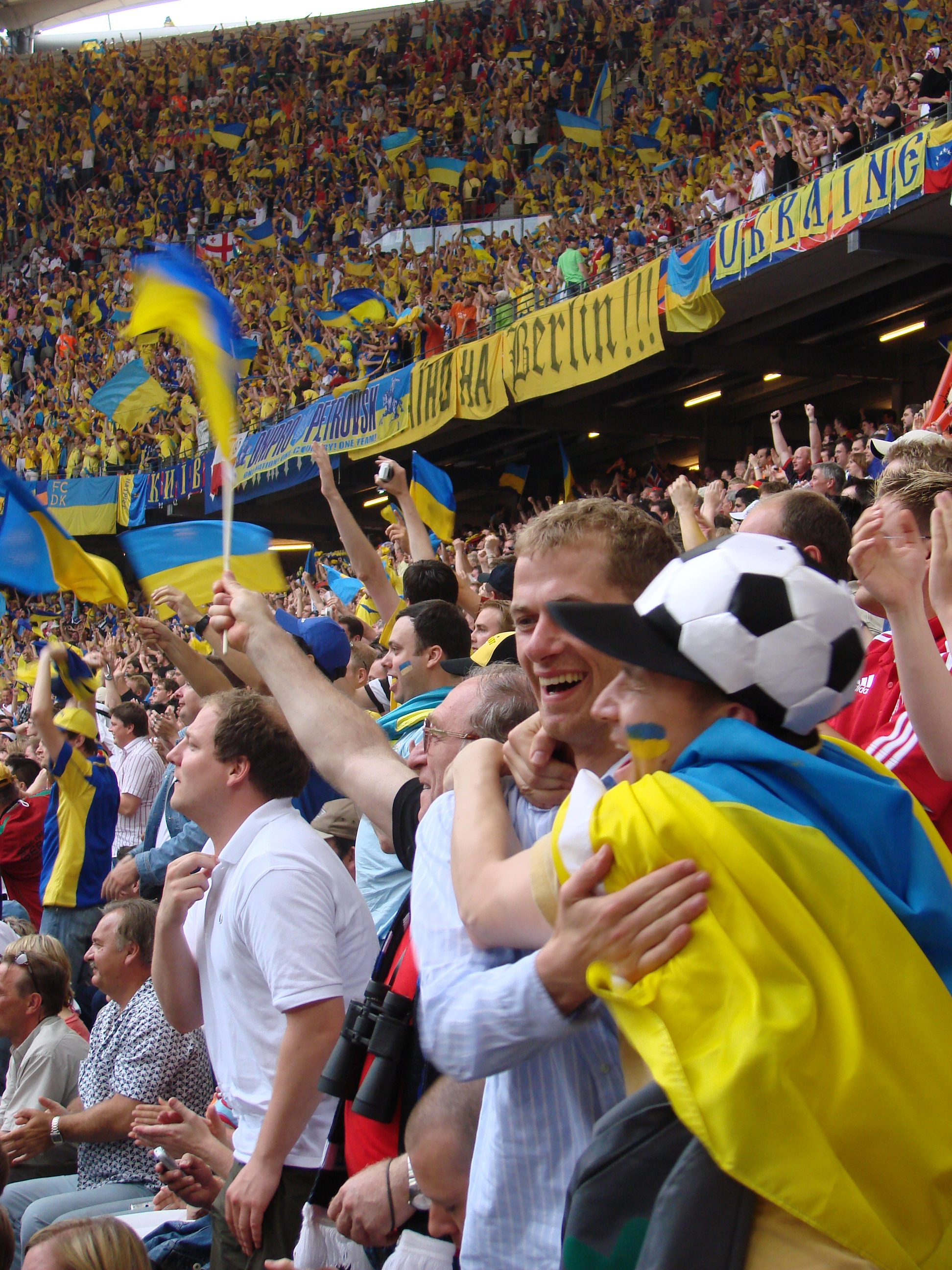
Les supporters ukrainiens explosent de joie au troisième but de l'Ukraine contre l'Arabie Saoudite.

Le tirage au sort des groupes sourit à l'Ukraine. Tirée dans le groupe H qui est le plus faible de la compétition, l'Ukraine est favorite de son groupe avec l'Espagne sur la Tunisie et l'Arabie saoudite.

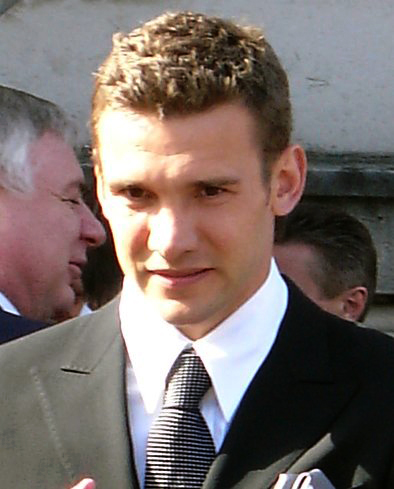
Andriy Chevtchenko, héros ukrainien de la coupe du monde.

La Zbirna joue six matchs de préparation. L'un des deux est un décevant nul en Azerbaïdjan contre l'équipe hôte (0-0). Les autres sont bien mieux réussis. En plus de deux larges victoires contre le Costa Rica et le Luxembourg (4-0 ; 3-0), les Ukrainiens battent le Japon en préparation au match contre l'Arabie saoudite (0-1) et la Libye en préparation à la Tunisie (3-0) et obtiennent le nul contre l'Italie en préparation à l'Espagne (0-0).

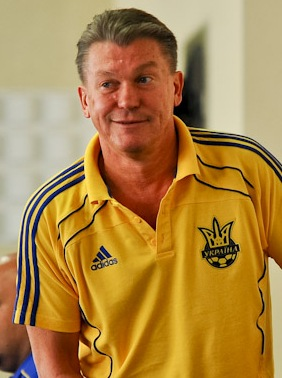
Oleg Blokhine, a mené la Sbirna jusqu'aux quarts-de-finale du Mondial 2006.

Invincible depuis son revers contre la Turquie qui remonte à sept matchs, l'Ukraine voit cette série s'arrêter brusquement à cause d'un départ raté, la Sbirna réalisant une entrée catastrophique face à l'Espagne, qui avait peiné à exister ce jour-là face aux multiples offensives de l'adversaire passant totalement au travers de son match (4-0). Le statut de favori du groupe est immédiatement mis en doute en raison de la très grande fragilité défensive et la forte discrétion offensive. Cependant, les Ukrainiens vont se reprendre dès la deuxième journée en remettant la différence de but à zéro contre l’Arabie saoudite qu'elle élimine après un festival de but et une grande prestation offensive diamétralement opposée à celle du match précédent. Andriy Rusol inscrit le premier but dès la quatrième minute, puis Serhiy Rebrov double la mise trente minutes plus tard. Deux buts en seconde mi-temps d'Andriy Chevtchenko en retour des vestiaires et de Maksym Kalynychenko à quelques minutes de la fin, parachèvent le succès de la deuxième journée du Mondial et place la sélection dans une position favorable pour se qualifier derrière l'Espagne, inviolable (4-0). La dernière journée décisive contre la Tunisie est à l'avantage des Ukrainiens qui peuvent se permettre un nul pour se qualifier alors que la sélection tunisienne était dans l'obligation de gagner. Néanmoins, l'Ukraine remporte ce match sur la plus courte des marges grâce à un pénalty de Chevtchenko (sifflé pour une faute inexistante sur ce-dernier) en seconde mi-temps après un match très pauvre en engagement et en occasions des deux côtés (1-0).
En huitième-de-finale, la Zbirna rencontre la Suisse, tombeur en barrages de son adversaire turc des qualifications et vainqueur (aux cages inviolées) d'un groupe relativement relevé avec la France (future finaliste) et la Corée du Sud (ancien demi-finaliste), contre laquelle elle ne part pas favorite. La Suisse étant une adepte incontestable du jeu défensif et l'Ukraine inexpérimentée et inconstante dans le jeu, la rencontre s'annonce fermée entre deux sélections peu connues. Après une première mi-temps « de très faible niveau », l'Ukraine domine la seconde-mi-temps. Cependant, le jeu proposé est si défensif qu'il empêche toute construction offensive et le temps réglementaire du match se finit sur un morne nul sans but. En prolongations, malgré des tentatives intéressantes du nouveau sélectionné Artem Milevskyy, le score ne bouge pas et les deux équipes doivent se départager aux tirs au but. Même si Chevtchenko rate son pénalty, rattrapé par le gardien suisse, un brillant Oleksandr Chovkovskyi arrête deux tirs suisses et qualifie l'Ukraine pour les quarts-de-finale aux dépens d'une Suisse qui n'aura encaissé aucun but (0-0, tab 0-3). Les pronostics en faveur de la Suisse déjoués, la victoire est immédiatement célébrée par les fans ukrainiens en Ukraine, mais aussi en Russie et au Canada. L'Ukraine marche d'ailleurs sur les traces du Sénégal en 2002 qui était également allée jusqu'aux quarts-de-finale pour sa première participation, voire de la Croatie en 1998.
Elle atteint ainsi les quarts de finale où elle est opposée à l'Italie pour le quart-de-finale le plus déséquilibré de la compétition entre triple vainqueur et nouvel arrivant. Cette fois-ci, l'Ukraine ne parvient pas à déjouer les pronostics. Malgré des tentatives intéressantes, une inefficacité en attaque combinée à la prise de l'eau en défense cause une lourde défaite et le rêve ukrainien prend fin (3-0). L'Italie ira jusqu'en finale de la Coupe du monde pour récupérer le trophée contre la France.
Malgré les deux lourdes défaites contre l'Espagne et l'Italie, cette Coupe du monde allemande 2006 est une réussite pour l'Ukraine, aujourd'hui encore considérée selon les observateurs ukrainiens comme la référence par excellence que Chevtchenko dira avoir « vécu comme un conte de fée ». Pour sa première participation au Mondial, l'Ukraine n'était pas attendue jusqu'en quarts.
Le succès de cette compétition permettra à l'Ukraine d'être désignée organisatrice de la Coupe d'Europe de football de 2012.

### 2006-2010: deuxième passage à vide

#### 2006-2008: groupe de la mort en éliminatoires
Malgré son très bon parcours lors de la Coupe du monde 2006, l'Ukraine tombe dans le groupe de la mort. Versée avec les deux finalistes du Mondial, l'Italie et la France, elle n'est pas favorite de son groupe de qualification pour l'Euro 2008.
L'Ukraine ne se qualifie pas pour l’Euro 2008, terminant quatrième de son groupe derrière les deux finalistes mondiaux et la révélation du groupe, Écosse, ne confirmant pas sa prestation de la Coupe du monde 2006.
La Sbirna commence les éliminatoires désavantagée à cause d'un calendrier tardif. Ne jouant pas la première journée, elle prend immédiatement du retard sur ses concurrents. Néanmoins, l'Ukraine rentre bien dans la compétition battant une modeste Géorgie après un match riche en rebondissements (3-2). Pour son match suivant, l'Ukraine doit se déplacer en Italie pour un match périlleux. Cependant, si la France et l'Écosse ont déjà pris de l'avance avec six points, l'Italie a connu un faux-départ avec un nul et une défaite. Même privé de sa pièce maîtresse Chevtchenko, les Jaunes-et-Bleus se montrent bien meilleurs ce coup-ci que contre le même adversaire lors du Mondial et le plan stratégique de la Zbirna met en difficulté les Italiens montrant aux Ukrainiens la voie du miracle, mais un pénalty italien change la donne et l'Italie triomphe comme prévu (2-0). Les Jovto-Blakytni confirment leur bonne prestation d'Italie lors de la réception d'une Écosse leader du groupe qu'ils battent en bénéficiant du retour de leur vedette pour rééquilibrer le classement et finir d'une belle manière une année 2006 qui représenta l'apothéose de l'Ukraine (2-0).
Les deux premiers matchs de qualification de l'année 2007 sont réussis avec deux victoires aux Îles Féroé et à domicile contre la Lituanie (2-0 ; 1-0). Néanmoins, ce début d'année réussi ne sera qu'un feu de paille. L'Ukraine enchaînera à partir de ce moment une série noire avec un seul point pris sur douze possibles. L'Ukraine se déplace en France pour y affronter le vice-champion du monde. Malgré une bonne résistance, le peu d'engagement et d'animation offensive lui vaut une défaite (2-0). En septembre, l'Ukraine se doit de rebondir pour le début du sprint final et se déplace en Géorgie. Les Jovto-Blakytni ouvrent le score, mais la Géorgie égalise dans le temps additionnel éloignant les chances de qualification (1-1). À cinq matchs de la fin, l'Ukraine a six points de retard. La Zbirna accueille l'Italie pour un match décisif avant la fin. L'Ukraine perd et plonge au fond du trou (2-1). L'élimination mathématique survient le jour suivant lors d'un déplacement en Écosse pour un match que la Sbirna perd en même temps que l'Italie et la France remportent leur match du jour (3-1).
Éliminée, l'Ukraine renoue avec la victoire contre les Îles Féroé (5-0). Peu après, elle perd contre la Lituanie avant de finir avec nul contre la France à domicile (2-0 ; 2-2).

#### 2008-2010: de nouveau éliminée en barrage
Dans les qualifications pour la Coupe du monde 2010, elle se retrouve barragiste face à la Grèce. Elle fait un match nul 0-0 chez les Hellènes et perd à domicile 1-0 au match retour (but de Dimítris Salpingídis), éliminant son pays au profit de son adversaire.

### 2010-2012: l'accueil de l'Euro
L'Euro 2012 est organisé conjointement par l'Ukraine et la Pologne, ce qui qualifie automatiquement ces deux pays.
L'Ukraine commence très bien la compétition avec une victoire contre la Suède (2-1) dès leurs match d'ouverture, avec un très bon Andriy Chevtchenko qui marqua un doublé et qui fut élu homme du match.
La suite se passera moins bien pour les ukrainiens qui se voient perdre contre la France (2-0) puis lors du match décisif contre l'Angleterre (1-0) ce qui est synonyme d'élimination pour les hommes d'Oleg Blokhine.
L'Ukraine finit l'Euro à la 3e place du groupe D.

### 2012-2014: une progression fulgurante stoppée en barrages

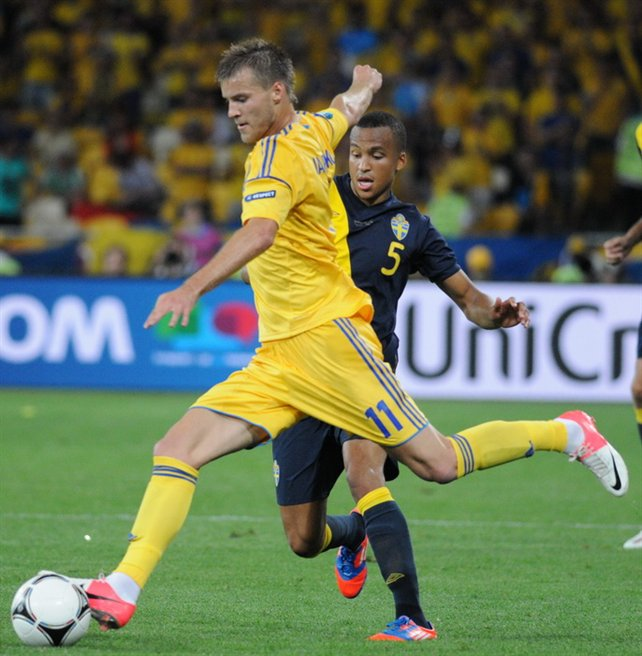
Andriy Yarmolenko est l'un des joueurs ukrainiens les plus importants de l'équipe nationale d'après-Euro 2012.

Pour se qualifier à la Coupe du monde 2014 au Brésil, l'Ukraine hérite d'un groupe relevé avec l'Angleterre, la Pologne et le Monténégro comme principaux adversaires. Elle devra cependant se passer d'Andriy Chevtchenko qui prend sa retraite internationale.
L'Ukraine commence sa campagne 2012-2014 de la meilleure manière. Commençant par son match le plus difficile, elle affronte l'Angleterre à Wembley. Alors qu'elle ouvre le score et semble prendre sa revanche de l'Euro 2012, Frank Lampard égalise dans le temps additionnel sur pénalty (1-1). Sans le savoir, ce but inscrit sur pénalty a été déterminant puisqu'au classement final, un seul point sépare l'Ukraine de l'Angleterre.
La situation change pour l'Ukraine. Oleg Blokhine souffre de problèmes de santé et ne peut plus porter la double casquette. Confronté au choix entre la sélection nationale et son club, il préfère rester sélectionneur du Dynamo Kiev et abandonner son poste d'entraîneur de l'Ukraine, un choix qui va meurtrir l'équipe nationale pendant le mois d'octobre. La Zbirna concède un surprenant nul vierge contre la Moldavie (0-0) et quelques jours plus tard, perd à domicile contre le Monténégro (0-1). Ces résultats changent tout et l'Ukraine se retrouve en position délicate voire éliminée selon certains supporters. Elle bat néanmoins la Bulgarie en match amical chez elle (1-0).

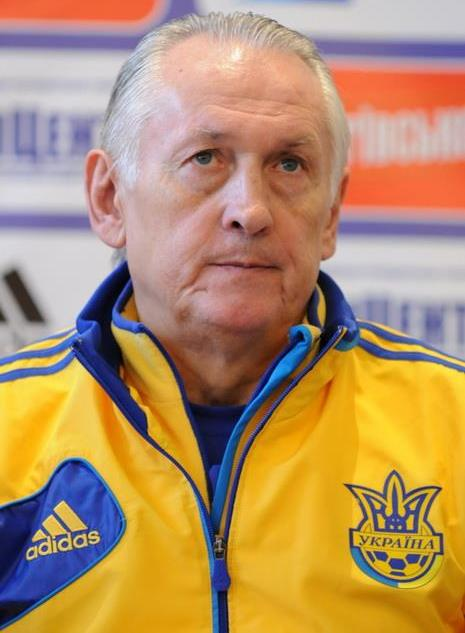
L'arrivée de Mykhaïlo Fomenko à la tête de la sélection est une révolution dans le parcours de l'Ukraine.

Le poste d'entraîneur est proposé à Andriy Chevtchenko qui vient de prendre sa retraite internationale, mais celui-ci refuse en raison de son jeune âge. En décembre, alors que la fédération ukrainienne tentait de rentrer en contact avec Sven-Göran Eriksson ou Harry Redknapp, c'est Mykhaïlo Fomenko qui est nommé à la tête de la sélection. Ancien défenseur ukrainien de l'Union soviétique lors de son épopée à l'Euro 1976 et du Dynamo Kiev lors de la victoire en Coupe et Supercoupe d'Europe en 1975, Fomenko a entraîné trois fois le Metalist Kharkiv et une fois le Dynamo Kiev ainsi qu'une série de petits clubs ukrainiens. Son palmarès d'entraîneur est modeste et alors que l'on pense que l'Ukraine est hors-course et que Fomenko est seulement nommé pour assurer l'intérim, son arrivée est un véritable tournant de la campagne et va tout changer. L'Ukraine entame une série triomphale et restera invaincue pendant plus d'un an.
Le premier match de l'Ukraine avec Fomenko est une victoire en Norvège lors de la journée de matchs amicaux de février 2013 (2-0). En mars, la Zbirna effectue un déplacement risqué en Pologne, le pays avec qui elle avait organisé l'Euro 2012. L'Ukraine est en démonstration. Trois buts en première mi-temps dont deux dans les sept premières minutes offrent la victoire aux Ukrainiens (3-1). Quelques jours plus tard, elle bat la Moldavie (2-1) et l'Ukraine est relancée. Ce but encaissé contre la Moldavie sera le dernier avant sept matchs. Néanmoins, l'Ukraine reste en retard sur le Monténégro et l'Angleterre tout en étant talonnée par la Pologne. 

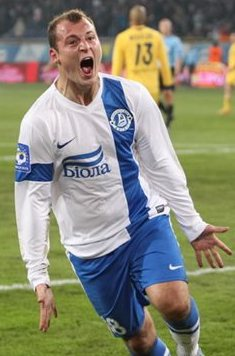
Roman Zozulya a marqué le premier but contre la France avant d'être à l'origine du pénalty du doublé.

Le mois de juin est capital. L'Ukraine se déplace chez le Monténégro, leader du groupe, pour la revanche du match aller. Elle a l'occasion de réellement se redresser à son niveau, mais ne part pas favorite. Le match commence mal puisque l'Ukraine est réduite à dix à la fin de la première mi-temps. Et pourtant, elle ouvre le score après la pause et écrase le Monténégro chez lui en inscrivant le quadruplé (4-0). Pendant l'été, en match amical, elle concède un match nul vierge contre le Cameroun, puis bat facilement Israël (0-0 ; 2-0). À l'automne, l'Ukraine affronte Saint-Marin et réalise le carton de la journée (9-0). Ce match est la plus large victoire de l'Ukraine, ère soviétique incluse.
Quelques jours plus tard, l'Ukraine retrouve l'Angleterre à domicile et peut prendre la tête du groupe en cas de victoire. Dominatrice mais maladroite dans le dernier geste, elle concède le nul et doit espérer un faux-pas de l'Angleterre (0-0). En octobre, elle bat la Pologne à domicile s'assurant au moins les barrages (1-0). Pour son dernier match de phase de groupe, elle retrouve Saint-Marin et l'emporte sur un score proche de celui du match aller (8-0). Malheureusement, l'Angleterre gagne ses deux derniers matchs contraignant l'Ukraine à passer par les barrages, une épreuve qui ne lui a jamais réussi en quatre tentatives.
Cette remontée spectaculaire permet à l'Ukraine d'être tête de série pour le tirage au sort avec le Portugal, la Croatie et la Grèce. Son adversaire en barrages est tiré au sort entre la France, l'équipe redoutée des têtes de série, la Suède, la Roumanie et l'Islande. Terrible manque de chance, l'Ukraine obtient le pire tirage possible : la France en jouant le match retour à l'extérieur. Elle sera son adversaire pour les barrages, un adversaire qui ne lui a jamais réussi en barrages, épreuve qu'elle n'a jamais réussie. Elle ne part pas favorite de la rencontre et la tâche s'annonce difficile.
Pourtant la Zbirna se montre extrêmement brillante au match aller et l'Ukraine le remporte sans trembler à Kiev obtenant deux buts d'avance et s'ouvrant la voie de la qualification officielle pour la Coupe du monde au Brésil (2-0). C'est l'euphorie qui règne en Ukraine. L'équipe nationale n'a plus perdu de match depuis plus d'un an, et n'a plus encaissé de but depuis huit mois avec huit matchs. Mykhailo Fomenko a réalisé un travail considérable, l'Ukraine reçoit des éloges sur sa prestation et a le vent en poupe.
Et malheureusement le vent va tourner. Au match retour, la France réalise une prestation exceptionnelle et l'Ukraine se montre mentalement friable. Solide en défense pendant vingt minutes, l'inscription du premier but par la France est le tournant. L'avance de deux buts est perdue en une mi-temps et la Zbirna perd tous ses repères sous la pression exercée par les offensives des joueurs français et l'hostilité du public au Stade de France. L'Ukraine encaisse un troisième but en deuxième  mi-temps synonyme d'élimination (3-0). La malédiction de l'Ukraine en barrages continue et cette défaite à Paris est un violent coup d'arrêt dans la progression jusqu'ici fulgurante des Ukrainiens qui seront néanmoins récompensés. La FIFA remet à l'Ukraine le titre de « Progression de l'année 2013 », mais ce n'est qu'une maigre consolation. Deux jours après la défaite à Paris et l'élimination de la Coupe du monde, la crise ukrainienne de 2013-2014 éclate et le football ukrainien implose...

### 2014-2018: l'Euro 2016 et les qualifications à la Coupe du Monde 2018
Pour les qualifications du Championnat d'Europe 2016 en France, l'Ukraine est placée dans un groupe relevé en compagnie de l'Espagne, double tenante du titre, et également de la Slovaquie. L'Ukraine terminera troisième derrière ces deux équipes, ne pouvant rivaliser avec la Roja pourtant en déclin relatif après leur mondial raté (0-1 ; 0-1), et en perdant à domicile contre la Slovaquie (0-1). Elle disputera alors les barrages de qualifications. Placée en tête de série, elle tombe sur la Slovénie. Elle se qualifiera alors pour la première fois de son histoire à un championnat d'Europe avec un succès à domicile (2-0) et un nul à l'extérieur arraché à la dernière minute du temps additionnel alors que les Slovènes avaient besoin d'inscrire un deuxième but pour obtenir les prolongations (1-1), après sa première participation en 2012 en tant que nation coorganisatrice, et elle réussira par cette occasion à rompre enfin sa malédiction en barrage.
Lors de la phase finale, elle est placée dans le groupe C relativement relevé avec l'Allemagne, championne du monde et la Pologne qui a réalisé un parcours éliminatoire excellent. Bien qu'elle eût montré des signes de combativité à l'édition précédente, elle terminera cette fois-ci le tournoi avec trois défaites sans le moindre but marqué.
Pour les éliminatoires de la Coupe du monde 2018, l'Ukraine est placée dans un groupe très relevé en compagnie de la Croatie et de la Turquie, mais surtout de l'Islande qui vient de réaliser un parcours honorable à l'Euro en France. Elle terminera finalement à la troisième place derrière l'Islande et la Croatie (future finaliste), manquant pour la première fois les barrages de qualification à un Mondial.

### 2018-2021: Ligue des Nations et l'Euro 2020
Pour la première Ligue des Nations, la Zbirna est placée en ligue B dans le même groupe que la Slovaquie et la République Tchèque. Elle terminera première de son groupe, ce qui la promeut en ligue A.
Pour les qualifications du Championnat d'Europe 2020, l'Ukraine est renversée dans le groupe du tenant du titre, le Portugal, avec la Serbie, le Luxembourg et la Lituanie. Étant favorite pour les deux premières places directement qualificatives, elle terminera même à la première place du groupe en battant le Portugal à domicile (2-1) après l'avoir tenu en échec (0-0) à l'aller. De plus, son très bon bilan (6 victoires et 2 nuls) lors des qualifications lui offrent une place en tête de série pour le tirage des groupes qui a eu lieu le 30 novembre 2019. Elle est placée dans le groupe C en compagnie des Pays-Bas, de l'Autriche et de la Macédoine du Nord.
L'Ukraine réussit à cette occasion et ce, pour la première fois de son histoire, à rallier la phase à élimination directe d'un Euro. En effet, la Zbirna a terminé comme 4e meilleur 3e de groupe à la faveur d'une victoire étriquée sur la Macédoine du Nord lors de la 2e journée des phases de poules malgré un penalty manqué en fin de match (2-1), même si elle a concédé deux défaites contre les Pays-Bas, favoris du groupe et qui évoluaient à domicile, non sans avoir opposé une belle résistance (2-3 en ayant un temps remonté un handicap de deux buts avant de céder dans les dernières minutes de la rencontre), ainsi que face à l'Autriche, qui de son côté n'avait encore jamais franchi le 1er tour comme les Ukrainiens et a terminé second du groupe (0-1 au terme d'une prestation ukrainienne globalement décevante). Elle hérite en 1/8e de finale de la Suède, qui a achevé la phase de poule à la première place du groupe E devant l'Espagne. Au terme d'une rencontre équilibrée avec des temps forts de part et d'autre ; la Zbirna créé la surprise et l'emporte à la dernière minute des prolongations (2-1) grâce à un but salvateur d'Artem Dovbyk, tandis que la formation scandinave s'est avant cela retrouvée à 10 au milieu de la première mi-temps des prolongations pour un tacle dangereux de Marcus Danielson lié à un excès d'engagement, ce qui a constitué le tournant du match. Elle est cependant sèchement battue en quarts de finale par l'Angleterre, future finaliste de la compétition (0-4).

### 2021-2022: campagne qualificative pour la Coupe du monde 2022
Lors des éliminatoires pour la Coupe du monde 2022, l'Ukraine a alterné le bon et le moins bon ; avec deux matchs nuls contre la France, championne du monde en titre et leader du groupe (1-1 à l'aller comme au retour), une performance d'autant plus remarquable que les Bleus avaient lourdement battu l'Ukraine en match amical (7-1, plus large défaite ukrainienne de l'histoire, il est vrai face à une Zbirna décimée par les cas de Covid-19) quelques mois avant le début des qualifications ; mais la Zbirna a également concédé deux résultats de parité surprenants contre le Kazakhstan, l'équipe la plus faible du groupe et qui a terminé lanterne rouge (1-1 à domicile à l'aller, 2-2 à l'extérieur au retour). L'Ukraine a à cette occasion battu le record détenu jusqu'alors par l'Australie du plus grand nombre de scores de parité consécutifs lors d'une phase qualificative pour une Coupe du monde avec 5 matchs nuls d'affilée (les quatre rencontres contre Français et Kazakhs, ainsi qu'à domicile contre la Finlande 1-1). La Zbirna, bien qu'elle n'ait remporté aucune rencontre à domicile (4 matchs nuls, y compris contre la Bosnie 1-1), a réussi à s'imposer chez ses concurrents directs (2-1 en Finlande et 2-0 en Bosnie lors de la dernière journée, conjuguée à une défaite finlandaise concomitante 0-2 à domicile face aux Bleus) et de ce fait terminé invaincue et à la 2e place du groupe, avec un bilan de 2 victoires pour 6 matchs nuls. L'Ukraine est donc éligible aux barrages et doit se déplacer en Écosse en demi-finale de la voie A. Cette demi-finale de barrage est cependant reportée de mars à juin en raison du contexte lié à l'invasion du pays déclenchée par la Russie un mois plus tôt et l'arrêt du championnat ukrainien, afin de laisser la sélection se préparer dans les conditions les plus optimales qui soient. L'Ukraine vient à bout de la Tartan Army (3-1) mais elle est battue d'une courte tête en finale (0-1) sur le terrain du Pays de Galles, qui s'était hissé en finale en éliminant l'Autriche, se heurtant à un Wayne Hennessey auteur de plusieurs parades décisives tandis que le capitaine Andriy Yarmolenko a été particulièrement malheureux en déviant dans ses propres buts un coup franc de Gareth Bale pour l'unique but de la rencontre.
L'Ukraine, qui avait été reléguée en Ligue B à l'occasion de la 2e édition de Ligue des nations du fait de sa dernière place (2 victoires pour 4 défaites), échoue ensuite à être promue en Ligue A pour l'édition suivante de Ligue des nations, en terminant 2e de son groupe lors de la 3e édition de Ligue des nations, devancée par l'Écosse contre qui elle s'incline à Glasgow contrairement à la demi-finale de barrages (0-3) et ne peut battre lors de la réception de la Tartan Army sur terrain neutre au retour (0-0).

### Qualification pour l'Euro 2024
Lors des éliminatoires du Championnat d'Europe 2024, l'Ukraine termine 3e de son groupe très relevé, avec 4 victoires, 2 nuls et 2 défaites, concédant à chaque fois un revers à l'extérieur et un score de parité sur terrain neutre contre les 2 favoris du groupe directement qualifiés (Angleterre et Italie). Toutefois, la Squadra Azzurra a terminé devant la Zbirna seulement grâce à une différence de buts particulière favorable alors qu'elle comptait le même nombre de points tandis que lors du match décisif Ukraine/Italie (0-0) sur terrain neutre à Leverkusen, une erreur d'arbitrage a été commise en défaveur des Ukrainiens avec un penalty non sifflé pour une faute italienne en fin de match.
Éligible aux barrages, l'Ukraine s'est dans un premier temps défaite de la Bosnie à l'extérieur (2-1) en demi-finale des barrages de la voie B. Le 26 mars 2024, l'Ukraine se qualifie pour l'Euro 2024 en Allemagne, en s'imposant 2-1 en finale de barrage face à l'Islande au stade municipal de Wrocław en Pologne,. Lors de cette finale décisive comme en demi-finale sur le terrain de la Bosnie, l'Ukraine a à chaque fois concédé l'ouverture du score et réussit à renverser le cours du match en s'imposant d'une courte tête en toute fin de partie. Versée dans le groupe E avec la Roumanie, la Belgique et la Slovaquie, l'Ukraine a terminé à égalité avec toutes les autres équipes du groupe avec quatre points, mais a été éliminée à la différence de buts.

## Palmarès

### Parcours en Coupe du monde
| Année | Position                      |      | Année                         | Position |               | Année | Position |
| 1930  | Membre de l' Union soviétique | 1974 | Membre de l' Union soviétique | 2010     | Non qualifiée |       |          |
| 1934  | Membre de l' Union soviétique | 1978 | Membre de l' Union soviétique | 2014     | Non qualifiée |       |          |
| 1938  | Membre de l' Union soviétique | 1982 | Membre de l' Union soviétique | 2018     | Non qualifiée |       |          |
| 1950  | Membre de l' Union soviétique | 1986 | Membre de l' Union soviétique | 2022     | Non qualifiée |       |          |
| 1954  | Membre de l' Union soviétique | 1990 | Membre de l' Union soviétique | 2026     | À venir       |       |          |
| 1958  | Membre de l' Union soviétique | 1994 | Non inscrite                  | 2030     | À venir       |       |          |
| 1962  | Membre de l' Union soviétique | 1998 | Non qualifiée                 | 2034     | À venir       |       |          |
| 1966  | Membre de l' Union soviétique | 2002 | Non qualifiée                 |          |               |       |          |
| 1970  | Membre de l' Union soviétique | 2006 | Quart de finale               |          |               |       |          |

| Phase finale | Phase finale    | Phase finale  | Phase finale  | Phase finale  | Phase finale  | Phase finale  | Phase finale  | Phase finale  |              | Phase qualificative | Phase qualificative | Phase qualificative | Phase qualificative | Phase qualificative | Phase qualificative | Phase qualificative |
| Année        | Stade           | Position      | J             | G             | N             | P             | BP            | BC            | Pos          | J                   | G                   | N                   | P                   | BP                  | BC                  |                     |
| ------------ | --------------- | ------------- | ------------- | ------------- | ------------- | ------------- | ------------- | ------------- | ------------ | ------------------- | ------------------- | ------------------- | ------------------- | ------------------- | ------------------- | ------------------- |
| 1994         | Non inscrite    | Non inscrite  | Non inscrite  | Non inscrite  | Non inscrite  | Non inscrite  | Non inscrite  | Non inscrite  | Non inscrite | Non inscrite        | Non inscrite        | Non inscrite        | Non inscrite        | Non inscrite        | Non inscrite        |                     |
| 1998         | Non qualifiée   | Non qualifiée | Non qualifiée | Non qualifiée | Non qualifiée | Non qualifiée | Non qualifiée | Non qualifiée | 2/6          | 12                  | 6                   | 3                   | 3                   | 11                  | 9                   |                     |
| 2002         | Non qualifiée   | Non qualifiée | Non qualifiée | Non qualifiée | Non qualifiée | Non qualifiée | Non qualifiée | Non qualifiée | 2/6          | 12                  | 4                   | 6                   | 2                   | 15                  | 13                  |                     |
| 2006         | Quart de finale | 8e            | 5             | 2             | 1             | 2             | 5             | 7             | 1/7          | 12                  | 7                   | 4                   | 1                   | 18                  | 7                   |                     |
| 2010         | Non qualifiée   | Non qualifiée | Non qualifiée | Non qualifiée | Non qualifiée | Non qualifiée | Non qualifiée | Non qualifiée | 2/6          | 12                  | 6                   | 4                   | 2                   | 21                  | 7                   |                     |
| 2014         | Non qualifiée   | Non qualifiée | Non qualifiée | Non qualifiée | Non qualifiée | Non qualifiée | Non qualifiée | Non qualifiée | 2/6          | 12                  | 7                   | 3                   | 2                   | 30                  | 7                   |                     |
| 2018         | Non qualifiée   | Non qualifiée | Non qualifiée | Non qualifiée | Non qualifiée | Non qualifiée | Non qualifiée | Non qualifiée | 3/6          | 10                  | 5                   | 2                   | 3                   | 13                  | 9                   |                     |
| 2022         | Non qualifiée   | Non qualifiée | Non qualifiée | Non qualifiée | Non qualifiée | Non qualifiée | Non qualifiée | Non qualifiée | 2/5          | 10                  | 3                   | 6                   | 1                   | 14                  | 10                  |                     |
| 2026         | À venir         | À venir       | À venir       | À venir       | À venir       | À venir       | À venir       | À venir       | À venir      | À venir             | À venir             | À venir             | À venir             | À venir             | À venir             |                     |
| 2030         | À venir         | À venir       | À venir       | À venir       | À venir       | À venir       | À venir       | À venir       | À venir      | À venir             | À venir             | À venir             | À venir             | À venir             | À venir             |                     |
| Total        | 1/6             |               | 5             | 2             | 1             | 2             | 5             | 7             | 5/5          | 80                  | 38                  | 28                  | 14                  | 122                 | 62                  |                     |

### Parcours en Championnat d'Europe
| Année | Position                      |      | Année                         | Position |                  | Année | Position |
| 1960  | Membre de l' Union soviétique | 1988 | Membre de l' Union soviétique | 2016     | 1er tour         |       |          |
| 1964  | Membre de l' Union soviétique | 1992 | Membre de l' Union soviétique | 2020     | Quarts de finale |       |          |
| 1968  | Membre de l' Union soviétique | 1996 | Non qualifiée                 | 2024     | 1er tour         |       |          |
| 1972  | Membre de l' Union soviétique | 2000 | Non qualifiée                 | 2028     | À venir          |       |          |
| 1976  | Membre de l' Union soviétique | 2004 | Non qualifiée                 | 2032     | À venir          |       |          |
| 1980  | Membre de l' Union soviétique | 2008 | Non qualifiée                 |          |                  |       |          |
| 1984  | Membre de l' Union soviétique | 2012 | 1er tour                      |          |                  |       |          |

| Phase finale | Phase finale              | Phase finale  | Phase finale  | Phase finale  | Phase finale  | Phase finale  | Phase finale  | Phase finale  |                    | Phase qualificative | Phase qualificative | Phase qualificative | Phase qualificative | Phase qualificative | Phase qualificative | Phase qualificative |
| Année        | Stade                     | Position      | J             | G             | N             | P             | BP            | BC            | Pos                | J                   | G                   | N                   | P                   | BP                  | BC                  |                     |
| ------------ | ------------------------- | ------------- | ------------- | ------------- | ------------- | ------------- | ------------- | ------------- | ------------------ | ------------------- | ------------------- | ------------------- | ------------------- | ------------------- | ------------------- | ------------------- |
| 1996         | Non qualifiée             | Non qualifiée | Non qualifiée | Non qualifiée | Non qualifiée | Non qualifiée | Non qualifiée | Non qualifiée | 4/6                | 10                  | 4                   | 1                   | 5                   | 11                  | 15                  |                     |
| 2000         | Non qualifiée             | Non qualifiée | Non qualifiée | Non qualifiée | Non qualifiée | Non qualifiée | Non qualifiée | Non qualifiée | 2/6                | 12                  | 5                   | 6                   | 1                   | 17                  | 6                   |                     |
| 2004         | Non qualifiée             | Non qualifiée | Non qualifiée | Non qualifiée | Non qualifiée | Non qualifiée | Non qualifiée | Non qualifiée | 3/5                | 8                   | 2                   | 4                   | 2                   | 11                  | 10                  |                     |
| 2008         | Non qualifiée             | Non qualifiée | Non qualifiée | Non qualifiée | Non qualifiée | Non qualifiée | Non qualifiée | Non qualifiée | 4/7                | 12                  | 5                   | 2                   | 5                   | 18                  | 16                  |                     |
| 2012         | 1er tour (1/8 de finale)  | 12e           | 3             | 1             | 0             | 2             | 2             | 4             | Qualifiée d'office | Qualifiée d'office  | Qualifiée d'office  | Qualifiée d'office  | Qualifiée d'office  | Qualifiée d'office  | Qualifiée d'office  |                     |
| 2016         | 1er tour (1/12 de finale) | 24e           | 3             | 0             | 0             | 3             | 0             | 5             | 3/7                | 10                  | 6                   | 1                   | 3                   | 14                  | 4                   |                     |
| 2021         | Quarts de finale          | 8e            | 5             | 2             | 0             | 3             | 6             | 10            | 1/5                | 8                   | 6                   | 2                   | 0                   | 17                  | 4                   |                     |
| 2024         | 1er tour                  | 17e           | 3             | 1             | 1             | 1             | 2             | 4             | 3/5                | 10                  | 6                   | 2                   | 2                   | 13                  | 9                   |                     |
| 2028         | À venir                   | À venir       | À venir       | À venir       | À venir       | À venir       | À venir       | À venir       | À venir            | À venir             | À venir             | À venir             | À venir             | À venir             | À venir             |                     |
| 2032         | À venir                   | À venir       | À venir       | À venir       | À venir       | À venir       | À venir       | À venir       | À venir            | À venir             | À venir             | À venir             | À venir             | À venir             | À venir             |                     |
| Total        | 4/8                       |               | 14            | 4             | 1             | 9             | 10            | 23            | 3/6                | 70                  | 34                  | 18                  | 18                  | 103                 | 65                  |                     |

### Parcours en Ligue des nations
| Édition   | Ligue | Phase de Groupe | Phase de Groupe | Phase de Groupe | Phase de Groupe | Phase de Groupe | Phase de Groupe | Phase de Groupe | Phase finale | Phase finale  | Phase finale  | Phase finale  | Phase finale  | Phase finale  | Phase finale  | Phase finale  |
| Édition   | Ligue | Class.          | M               | V               | N               | D               | bp              | bc              | Pays hôte    | Résultat      | M             | V             | N             | D             | bp            | bc            |
| --------- | ----- | --------------- | --------------- | --------------- | --------------- | --------------- | --------------- | --------------- | ------------ | ------------- | ------------- | ------------- | ------------- | ------------- | ------------- | ------------- |
| 2018-2019 | B     | 1/3             | 4               | 3               | 0               | 1               | 5               | 5               | 2019         | Inéligible    | Inéligible    | Inéligible    | Inéligible    | Inéligible    | Inéligible    | Inéligible    |
| 2020-2021 | A     | 4/4             | 6               | 2               | 0               | 4               | 5               | 13              | 2021         | Non qualifiée | Non qualifiée | Non qualifiée | Non qualifiée | Non qualifiée | Non qualifiée | Non qualifiée |
| 2022-2023 | B     | 2/4             | 6               | 3               | 2               | 1               | 10              | 4               | 2023         | Inéligible    | Inéligible    | Inéligible    | Inéligible    | Inéligible    | Inéligible    | Inéligible    |
| 2024-2025 | B     | 2/4             | 6               | 2               | 2               | 2               | 8               | 8               | 2025         | Inéligible    | Inéligible    | Inéligible    | Inéligible    | Inéligible    | Inéligible    | Inéligible    |
| Total     | Total | Total           | 22              | 10              | 4               | 8               | 28              | 30              | Total        | Total         | 0             | 0             | 0             | 0             | 0             | 0             |

## Principaux joueurs

### Joueurs ukrainiens actuels et retraités
| - Andriy Chevtchenko (a) - Artem Fedetskyi (d) * - Oleksandr Holovko (d) - Andriy Houssin (m) - Oleh Houssyev (m) * - Maksym Kalynychenko (m) - Yevhen Konoplyanka (m) * | - Oleksandr Kucher (d) * - Oleh Luzhnyy (d) - Serhiy Nazarenko (m) * - Andriy Nesmachny (m) - Andriy Pyatov (g) * - Serhiy Rebrov (a) - Rouslan Rotan (m) * | - Yevhen Seleznyov (a) * - Viatcheslav Chevtchuk (d) * - Oleksandr Chovkovskyi (g) * - Anatoliy Tymoshchuk (m) * - Andriy Vorobey (a) - Andriy Voronin (a) - Andriy Yarmolenko (m) * |

* joueurs en activité

### Joueurs du passé *
| - Igor Belanov (a) - Oleg Blokhine (a) - Leonid Buryak (m) | - Anatoli Bychovets (a) - Anatoli Demyanenko (d) - Oleg Kuznetsov (d) | - Hennadyy Lytovtchenko (m) - Valeri Lobanovski (a) - Oleksiy Mykhaylychenko (m) | - Oleh Protasov (m) - Vasyl Rats (d) - Oleksandr Zavarov (m) |

* joueurs ayant porté les couleurs de l'équipe d'URSS

## Sélectionneurs
Les sélectionneurs en italique ont assuré l'intérim.
Mis à jour le 19 juin 2025.
| Sélectionneur          | Période     | Matchs | Gagnés | Nuls | Perdus | Gagnés % |
| ---------------------- | ----------- | ------ | ------ | ---- | ------ | -------- |
| Viktor Prokopenko      | 1992        | 3      | 0      | 1    | 2      | 0        |
| Mykola Pavlov          | 1992        | 1      | 0      | 1    | 0      | 0        |
| Oleh Bazylevych        | 1993-1994   | 11     | 4      | 3    | 4      | 36,4     |
| Mykola Pavlov          | 1994        | 2      | 0      | 0    | 2      | 0        |
| József Szabó           | 1994        | 2      | 1      | 1    | 0      | 50       |
| Anatoli Konkov         | 1995        | 7      | 3      | 0    | 4      | 42,9     |
| József Szabó           | 1996-1999   | 32     | 15     | 11   | 6      | 46,9     |
| Valeri Lobanovski      | 2000-2001   | 18     | 6      | 7    | 5      | 33,3     |
| Leonid Buryak          | 2002-2003   | 19     | 5      | 6    | 8      | 26,3     |
| Oleg Blokhine          | 2003-2007   | 46     | 21     | 14   | 11     | 45,6     |
| Oleksiy Mykhaylychenko | 2008-2009   | 21     | 12     | 5    | 4      | 57,1     |
| Myron Markevych        | 2010        | 4      | 3      | 1    | 0      | 75       |
| Yuriy Kalitvintsev     | 2010-2011   | 8      | 1      | 5    | 2      | 12,5     |
| Oleg Blokhine          | 2011-2012   | 18     | 7      | 3    | 8      | 38,9     |
| Andriy Bal             | 2012        | 2      | 0      | 1    | 1      | 0        |
| Oleksandr Zavarov      | 2012        | 1      | 1      | 0    | 0      | 100      |
| Mykhaïlo Fomenko       | 2012-2016   | 37     | 24     | 6    | 7      | 64,86    |
| Andriy Chevtchenko     | 2016-2021   | 51     | 25     | 13   | 13     | 49,02    |
| Oleksandr Petrakov     | 2021-2023   | 15     | 6      | 7    | 2      | 40       |
| Rouslan Rotan          | 2023        | 1      | 0      | 0    | 1      | 0        |
| Serhiy Rebrov          | depuis 2023 | 26     | 12     | 6    | 8      | 46,15    |

## Statistiques

### Classement FIFA
| Année              | 1993 | 1994 | 1995 | 1996 | 1997 | 1998 | 1999 | 2000 | 2001 | 2002 | 2003 | 2004 | 2005 | 2006 | 2007 | 2008 | 2009 | 2010 | 2011 | 2012 | 2013 | 2014 | 2015 | 2016 | 2017 | 2018 | 2019 | 2020 | 2021 | 2022 | 2023 | 2024 |
| ------------------ | ---- | ---- | ---- | ---- | ---- | ---- | ---- | ---- | ---- | ---- | ---- | ---- | ---- | ---- | ---- | ---- | ---- | ---- | ---- | ---- | ---- | ---- | ---- | ---- | ---- | ---- | ---- | ---- | ---- | ---- | ---- | ---- |
| Classement mondial | 90   | 77   | 71   | 59   | 49   | 47   | 27   | 34   | 45   | 45   | 60   | 57   | 40   | 13   | 30   | 15   | 22   | 34   | 55   | 47   | 18   | 25   | 29   | 30   | 35   | 28   | 24   | 24   | 25   | 26   | 22   | 25   |

### Joueurs les plus capés

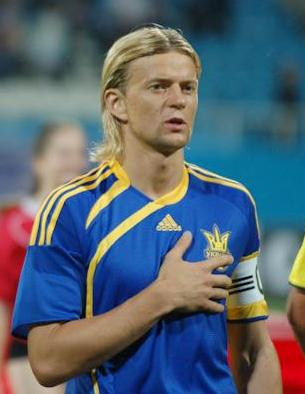
Anatoliy Tymoshchuk est le joueur le plus capé pour la sélection ukrainienne. La fédération le déchoit par la suite symboliquement de toutes ses sélections pour son silence lors de la guerre en Ukraine qui éclate en 2022.

Mis à jour le 27 juin 2024.
| Rang | Sélections | Joueur                | Carrière  | Buts |
| ---- | ---------- | --------------------- | --------- | ---- |
| 1    | 144        | Anatoliy Tymoshchuk   | 2000-2016 | 4    |
| 2    | 122        | Andriy Yarmolenko     | 2009-     | 46   |
| 3    | 111        | Andriy Chevtchenko    | 1995-2012 | 48   |
| 4    | 102        | Andriy Pyatov         | 2007-2022 | 0    |
| 5    | 100        | Rouslan Rotan         | 2003-2018 | 8    |
| 6    | 98         | Oleh Houssyev         | 2003-2016 | 13   |
| 7    | 92         | Oleksandr Chovkovskyi | 1994-2012 | 0    |
| 8    | 87         | Yevhen Konoplyanka    | 2010-     | 21   |
| 9    | 85         | Taras Stepanenko      | 2010-     | 4    |
| 10   | 75         | Serhiy Rebrov         | 1992-2006 | 15   |

### Meilleurs buteurs
Mis à jour le 27 juin 2024.

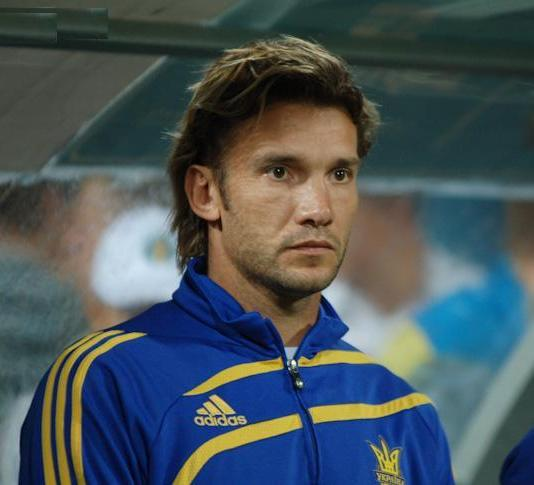
Andriy Chevtchenko est le meilleur buteur ukrainien.

Les joueurs en gras sont encore en activité.
| #  | Joueurs            | Carrière  | Sélections | Buts | Moyenne |
| -- | ------------------ | --------- | ---------- | ---- | ------- |
| 1  | Andriy Chevtchenko | 1995-2012 | 111        | 48   | 0,43    |
| 2  | Andriy Yarmolenko  | 2009-     | 122        | 46   | 0,38    |
| 3  | Yevhen Konoplyanka | 2010-2023 | 87         | 21   | 0,24    |
| 4  | Roman Iaremtchouk  | 2018-     | 53         | 16   | 0,3     |
| 5  | Serhiy Rebrov      | 1992-2006 | 75         | 15   | 0,2     |
| 6  | Viktor Tsygankov   | 2016-     | 55         | 13   | 0,24    |
| 6  | Oleh Houssyev      | 2003-2016 | 98         | 13   | 0,13    |
| 8  | Serhiy Nazarenko   | 2003-2012 | 56         | 12   | 0,21    |
| 9  | Yevhen Seleznyov   | 2008-2018 | 58         | 11   | 0,19    |
| 10 | Artem Dovbyk       | 2021-     | 31         | 10   | 0,32    |